# Urophora aerea
Urophora aerea är en tvåvingeart som först beskrevs av Erich Martin Hering 1942.  Urophora aerea ingår i släktet Urophora och familjen borrflugor. Inga underarter finns listade i Catalogue of Life.